# Jonny Edgar
Jonny Edgar (ur. 13 lutego 2004 w Whitehaven) – brytyjski kierowca wyścigowy, startujący w serii Formuły 3 od sezonu 2021. Mistrz Niemieckiej Formuły 4 (2020).
Członek Red Bull Junior Team.

## Wyniki
| Legenda oznaczeń w tabelach wyników Wyświetl szablon na nowej stronie | Legenda oznaczeń w tabelach wyników Wyświetl szablon na nowej stronie                                                                     |
| Oznaczenie                                                            | Wyjaśnienie |
| --------------------------------------------------------------------- | --- |
| Złoty                                                                 | Zwycięzca lub mistrzostwo |
| Srebrny                                                               | 2. miejsce lub wicemistrzostwo |
| Brązowy                                                               | 3. miejsce lub II wicemistrzostwo |
| Zielony                                                               | Ukończył, punktował (w klasyfikacji generalnej, gdy zdobył co najmniej jeden punkt na przestrzeni sezonu, poza trzema powyższymi opcjami) |
| Niebieski                                                             | Ukończył, nie punktował (w klasyfikacji generalnej, gdy nie zdobył co najmniej jednego punktu na przestrzeni sezonu)                      |
| Czerwony                                                              | Nie zakwalifikował się (NZ) |
| Czerwony                                                              | Nie prekwalifikował się (NPK) |
| Różowy                                                                | Nie ukończył (NU) |
| Różowy                                                                | Niesklasyfikowany (NS) (w klasyfikacji generalnej, gdy nie został sklasyfikowany w żadnym wyścigu sezonu)                                 |
| Czarny                                                                | Zdyskwalifikowany (DK) |
| Czarny                                                                | Wykluczony (WYK/EX) |
| Biały                                                                 | Nie wystartował (NW) |
| Biały                                                                 | Kontuzjowany (K/INJ) |
| Biały                                                                 | Wyścig odwołany (OD/C) |
| Bez koloru                                                            | Został wycofany (WYC/WD) |
| Bez koloru                                                            | Nie przybył (NP/DNA) |
| Bez koloru                                                            | Nie brał udziału w treningach (NT/DNP) |
| Bez koloru                                                            | Nie został zgłoszony (–) |
| Pogrubienie                                                           | Start z pole position |
| Kursywa                                                               | Najszybsze okrążenie wyścigu |
| †                                                                     | Nie ukończył, ale jego rezultat został zaliczony ze względu na przejechanie więcej niż 90% dystansu wyścigu.                              |
| *                                                                     | Sezon w trakcie |
| 1/2/3                                                                 | Punktowana pozycja w sprincie kwalifikacyjnym                                                                                             |
| Lista systemów punktacji Formuły 1                                    | |

### Formuła 3
| Rok  | Zespół             | Wyniki w poszczególnych eliminacjach | Wyniki w poszczególnych eliminacjach | Wyniki w poszczególnych eliminacjach | Wyniki w poszczególnych eliminacjach | Wyniki w poszczególnych eliminacjach | Wyniki w poszczególnych eliminacjach | Wyniki w poszczególnych eliminacjach | Wyniki w poszczególnych eliminacjach | Wyniki w poszczególnych eliminacjach | Wyniki w poszczególnych eliminacjach | Wyniki w poszczególnych eliminacjach | Wyniki w poszczególnych eliminacjach | Wyniki w poszczególnych eliminacjach | Wyniki w poszczególnych eliminacjach | Wyniki w poszczególnych eliminacjach | Wyniki w poszczególnych eliminacjach | Wyniki w poszczególnych eliminacjach | Wyniki w poszczególnych eliminacjach | Wyniki w poszczególnych eliminacjach | Wyniki w poszczególnych eliminacjach | Wyniki w poszczególnych eliminacjach | Pkt. | Poz. |
| ---- | ------------------ | ------------------------------------ | ------------------------------------ | ------------------------------------ | ------------------------------------ | ------------------------------------ | ------------------------------------ | ------------------------------------ | ------------------------------------ | ------------------------------------ | ------------------------------------ | ------------------------------------ | ------------------------------------ | ------------------------------------ | ------------------------------------ | ------------------------------------ | ------------------------------------ | ------------------------------------ | ------------------------------------ | ------------------------------------ | ------------------------------------ | ------------------------------------ | ---- | ---- |
| 2021 | Carlin Buzz Racing | CAT                                  | CAT                                  | CAT                                  | LEC                                  | LEC                                  | LEC                                  | RBR                                  | RBR                                  | RBR                                  | HUN                                  | HUN                                  | HUN                                  | SPA                                  | SPA                                  | SPA                                  | ZAN                                  | ZAN                                  | ZAN                                  | SOC                                  | SOC                                  | SOC                                  | 23   | 18   |
| 2021 | Carlin Buzz Racing | 5                                    | 6                                    | 16                                   | 28                                   | 23                                   | 14                                   | 6                                    | 5                                    | 10                                   | NU                                   | 26                                   | NU                                   | 21                                   | 17                                   | 19                                   | 19                                   | 25                                   | 15                                   | 18                                   | C                                    | 14                                   | 23   | 18   |
| 2022 | Trident            | BHR                                  | BHR                                  | IMO                                  | IMO                                  | CAT                                  | CAT                                  | SIL                                  | SIL                                  | RBR                                  | RBR                                  | HUN                                  | HUN                                  | SPA                                  | SPA                                  | ZAN                                  | ZAN                                  | MNZ                                  | MNZ                                  |                                      |                                      |                                      | 46   | 12   |
| 2022 | Trident            | 13                                   | 11                                   | –                                    | –                                    | –                                    | –                                    | 15                                   | 8                                    | 7                                    | 21                                   | 13                                   | 24                                   | 4                                    | 5                                    | 4                                    | 9                                    | 5                                    | 8                                    |                                      |                                      |                                      | 46   | 12   |
| 2023 | MP Motorsport      | BHR                                  | BHR                                  | MEL                                  | MEL                                  | IMO                                  | IMO                                  | MON                                  | MON                                  | CAT                                  | CAT                                  | RBR                                  | RBR                                  | SIL                                  | SIL                                  | HUN                                  | HUN                                  | SPA                                  | SPA                                  | MNZ                                  | MNZ                                  |                                      | 55   | 13   |
| 2023 | MP Motorsport      | 9                                    | 23                                   | DK                                   | 11                                   | C                                    | C                                    | NU                                   | 14                                   | 12                                   | 15                                   | 5                                    | 6                                    | 28                                   | NS                                   | 8                                    | 8                                    | 4                                    | 19                                   | NU                                   | 1                                    |                                      | 55   | 13   |

### Podsumowanie
| Sezon | Seria                | Zespół                | Wyścigi | P1 | PP | NO | Podia | Punkty | Pozycja |
| ----- | -------------------- | --------------------- | ------- | -- | -- | -- | ----- | ------ | ------- |
| 2019  | Włoska Formuła 4     | Jenzer Motorsport     | 21      | 0  | 2  | 2  | 2     | 97     | 10      |
| 2019  | Niemiecka Formuła 4  | Jenzer Motorsport     | 6       | 0  | 0  | 0  | 0     | 0      | NS†     |
| 2019  | Hiszpańska Formuła 4 | Jenzer Motorsport     | 3       | 0  | 2  | 0  | 3     | 39     | 14      |
| 2020  | Niemiecka Formuła 4  | Van Amersfoort Racing | 21      | 6  | 5  | 6  | 11    | 300    | 1       |
| 2020  | Włoska Formuła 4     | Van Amersfoort Racing | 14      | 2  | 1  | 3  | 6     | 169    | 4       |
| 2021  | Formuła 3            | Carlin Buzz Racing    | 20      | 0  | 0  | 0  | 0     | 23     | 18      |
| 2022  | Formuła 3            | Trident               | 14      | 0  | 0  | 2  | 0     | 46     | 12      |
| 2023  | Formuła 3            | MP Motorsport         | 18      | 1  | 0  |    | 1     | 55     | 13      |

† – Edgar startował gościnnie przez co nie był zaliczany do klasyfikacji.